# Gäuplatten
Unter Gäuplatten  versteht man verschiedene Landschaften der Haupteinheitengruppen Neckar- und Tauber-Gäuplatten sowie Mainfränkische Platten.
Der Begriff setzt sich zusammen aus den Einzelbegriffen 
- Gäu, einer Landschaft in Baden-Württemberg, und
- Platte, womit in der Geologie und Geomorphologie hoch gelegene Gebiete gemeint sind.